# Aplidium uouo
Aplidium uouo är en sjöpungsart som beskrevs av Monniot 1987. Aplidium uouo ingår i släktet Aplidium och familjen klumpsjöpungar. Inga underarter finns listade i Catalogue of Life.